# Chloracantha spinosa
Chloracantha spinosa là một loài thực vật có hoa trong họ Cúc. Loài này được (Benth.) G.L.Nesom mô tả khoa học đầu tiên năm 1991.